# Joo Sang-wook
Joo Sang-wook (tiếng Hàn: 주상욱; sinh ngày 18 tháng 7 năm 1978) là một nam diễn viên Hàn Quốc. Anh được biết đến với các vai diễn trong phim truyền hình Cuộc đời lớn, phim truyền hình y khoa Thiên thần áo trắng, phim hài lãng mạn Cunning Single Lady, Mỹ nhân và Special Affairs Team TEN.

## Đời tư
Joo Sang-wook và nữ diễn viên Cha Ye-ryeon hẹn hò từ tháng 3 năm 2016 và kết hôn vào tháng 5 năm 2017. Cha Ye-ryun thông báo rằng cô đang mang thai đứa con đầu lòng vào tháng 12 năm 2017. Cô sinh một bé gái vào ngày 31 tháng 7 năm 2018.